# 白山市立北星中学校
白山市立北星中学校（はくさんしりつ ほくせいちゅうがっこう）は、石川県白山市平木町にある公立中学校。

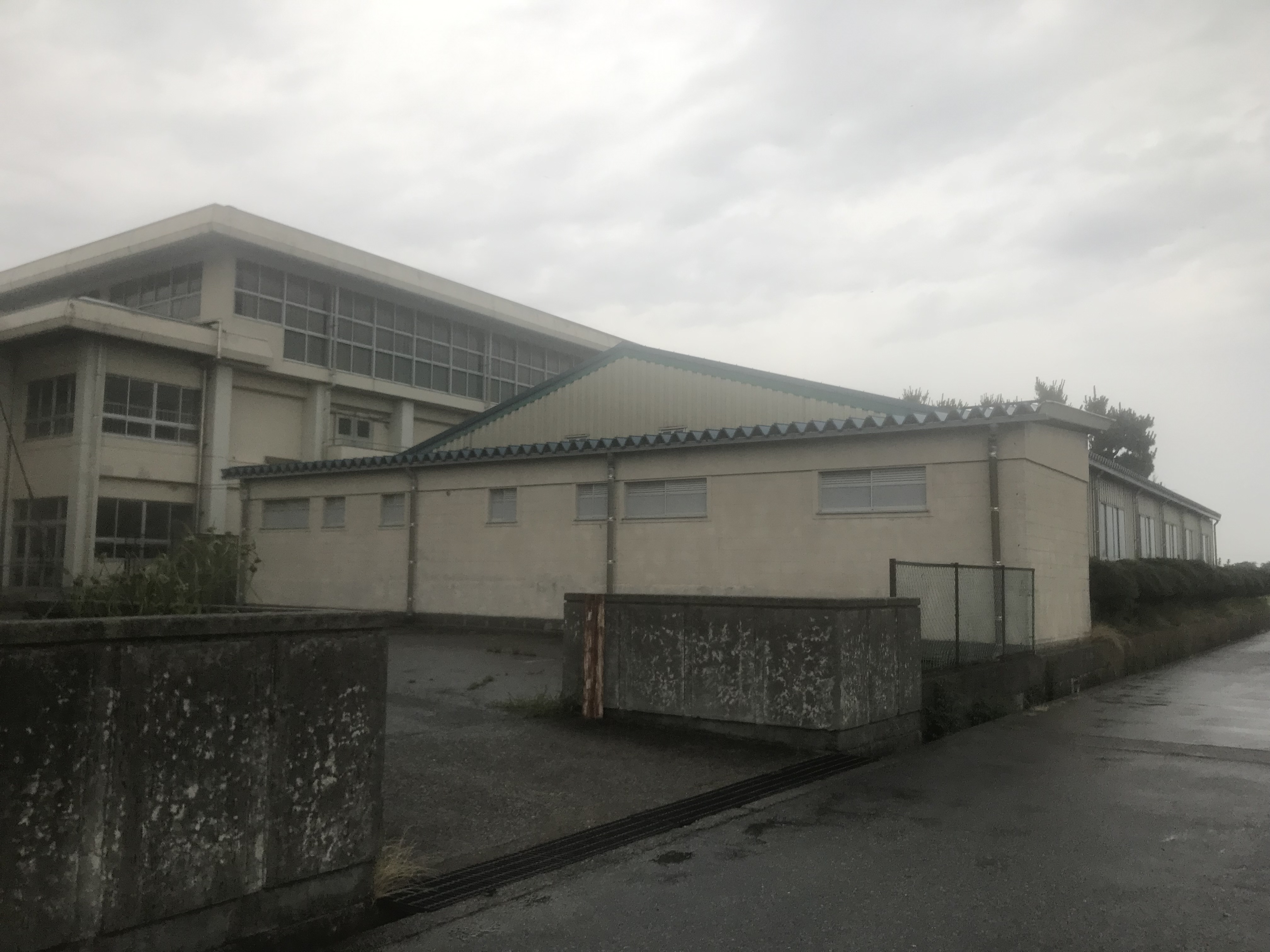
第一体育館と水泳プール

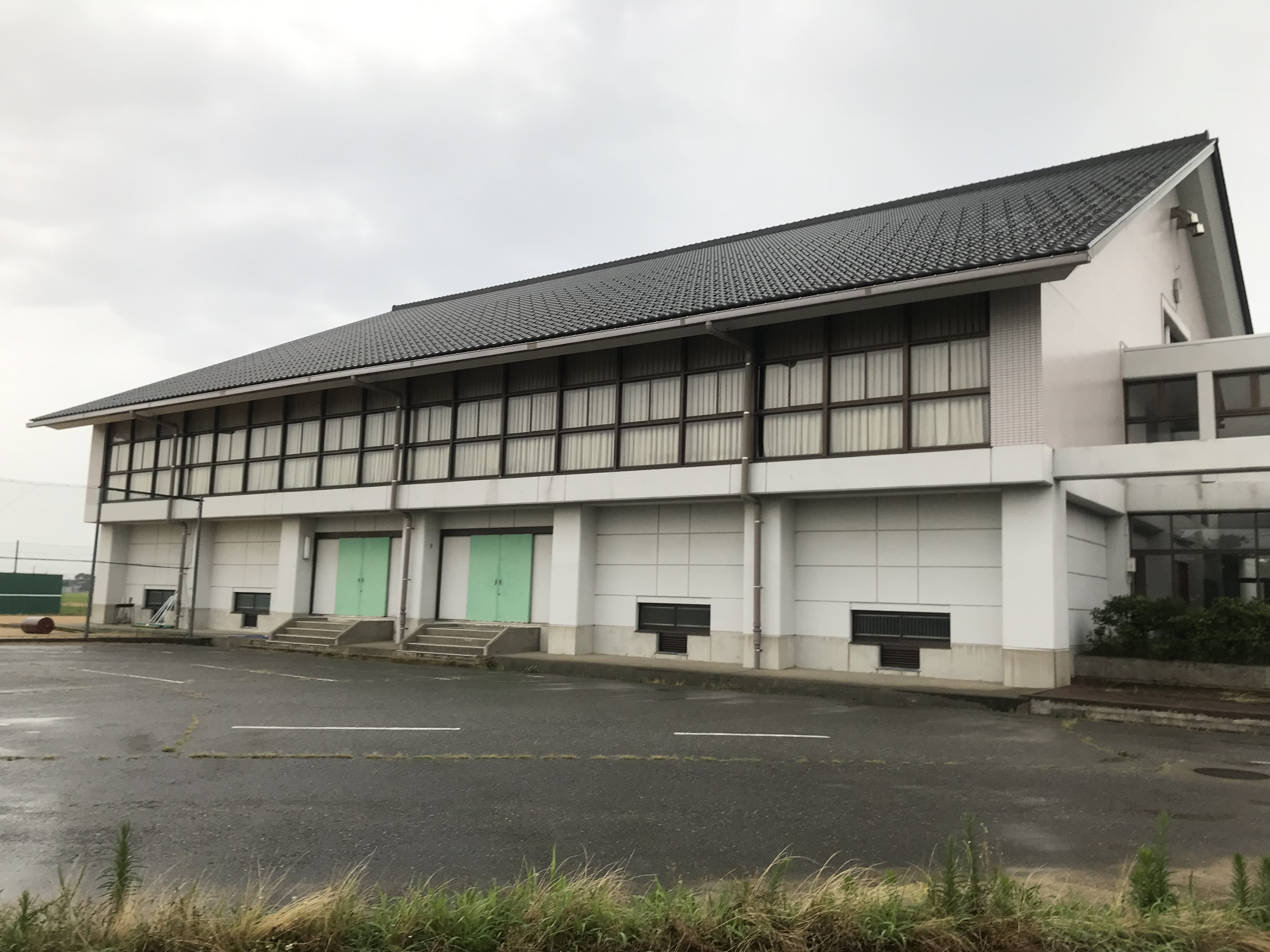
第二体育館

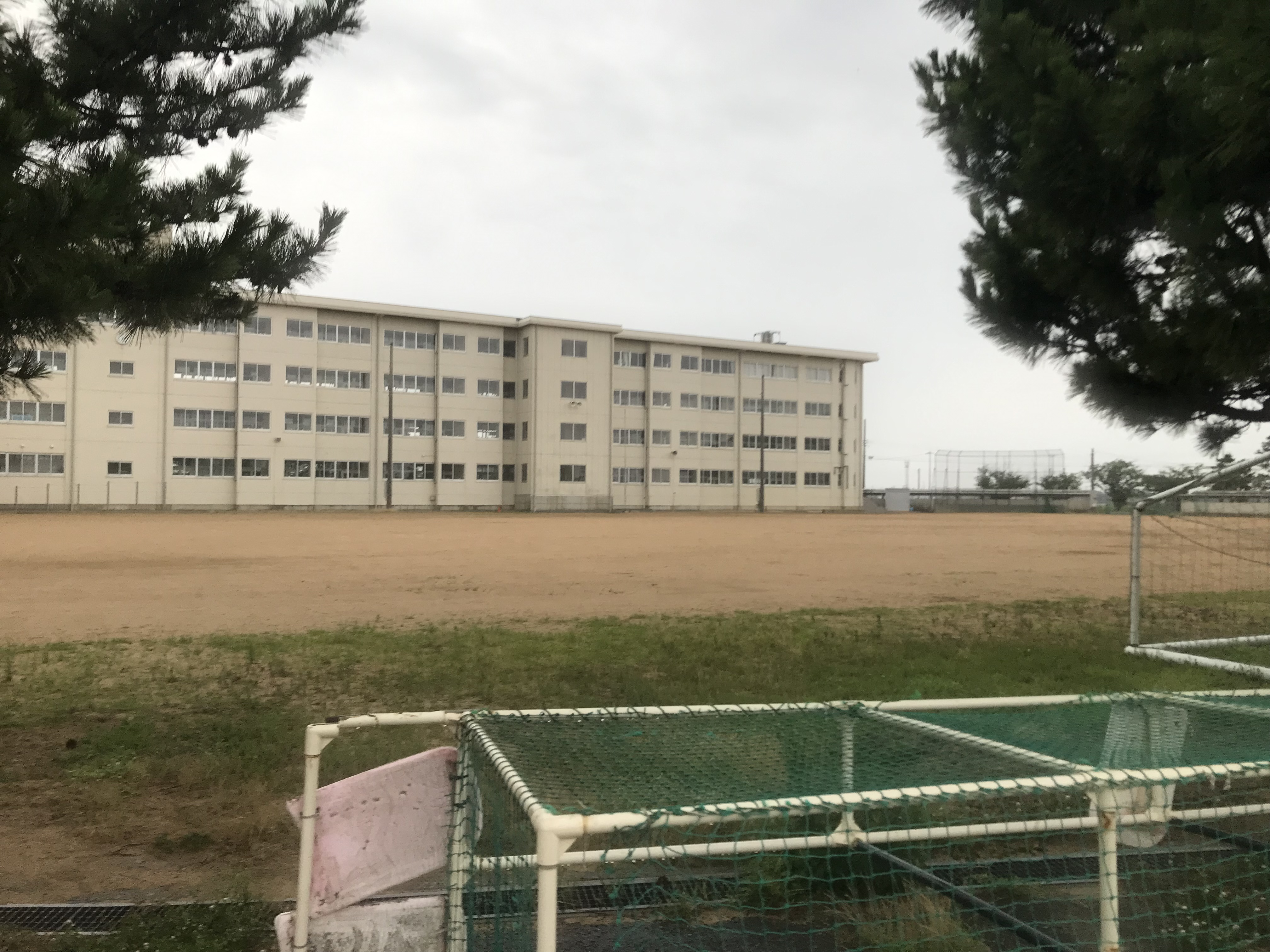
校庭

## 概要
1980年4月に松任中学校の生徒増加に伴い、分離開校した中学校。
約600名の生徒が在籍しており、白山市内では松任中学校に次いで2番めの中学校である。
校名は、一般公募で決定された。松任市(現在 白山市)の北部に位置していることから、北斗七星のように永遠に光り輝いてほしいとの願いをこめて「北星中学校」と命名された。
校舎は、4階建ての管理教室棟（1980年完成）及び増築校舎棟（1986年完成）から成っている。2階建ての第1体育館、テニスコート、水泳プール、グラウンド、第2体育館（旧北星体育館）などが併設している。
給食の提供は、株式会社フードサービス松任が行っている。
41年の歴史があり、北星中の3つの伝統（「さわやかな挨拶」、「校舎がきれい」、「行事が盛り上がる」）が年々受け継がれている。
2021年2月には、海岸清掃などのボランティア活動を行い、社会に貢献していることから、環境大臣賞を受賞した。
第1体育館のステージ横に初代校長の窪田長一氏が書いた「心抜不」と書かれた「長州」書が掲示されている。

## 沿革
- 1980年4月 - 松任中学校の生徒増加に伴い松任市立北星中学校として分離開校[2]
- 1980年11月21日 - 本校の創立記念日と定め、学校が休みとなる。[2]
- 1986年3月 - 校舎増築工事竣工[2]
- 1988年4月 - 北星体育館（現在の第2体育館）が完成[2]
- 1993年11月 - 給食搬入室、1〜3年普通教室前に配膳室完成。職員室・相談室等拡張工事完了[2]
- 1996年4月 - 進路相談室設置、カウンセラ－専任教諭の設置[2]
- 1997年4月 - 特殊学級（あさがお学級）新設[2]
- 1998年4月 - 全国中学校体育大会卓球事務局本校に設置[2]
- 2000年8月 - 体育館屋根改修工事終了[2]
- 2001年4月 - スク－ルカウンセラ－，少人数学習（数学），いじめ等対応加配の配置[2]
- 2001年11月 - 耐震補強、大規模改造工事終了（開校時校舎東側，体育館棟のみ）[2]
- 2002年6月 - プール改修[2]
- 2005年2月1日 - 市町村合併に伴い、白山市立北星中学校に改称[2]
- 2006年4月 - 小中ふれあいネットワーク事業の指定を受け、蕪城小学校と千代野小学校で実施[2]
- 2014年3月 - 校舎大規模改造工事終了[2]
- 2015年11月 - テニスコート全面改修[2]
- 2021年2月 - 環境大臣より環境美化教育優良校「最優秀校　環境大臣賞」を受賞[2][8]

## 通学区域
北安田町、北成町、平木町、竹松町、蕪城 一～五丁目、新成 一～四丁目、中成 一～二丁目、北安田西 一～二丁目、徳光町、相川町、相川新町、村井新町、千代野東 一～六丁目、千代野西 一～八丁目、千代野南 一～二丁目、相木町（ただし、北相木２～４・６区のみ。）、成町（ただし、成町１区を除く。）、宮永町（ただし、北相木１・２区のみ。）、宮永市町（ただし、北相木１・４区のみ。）

## 進学前小学校
- 北陽小学校（一部は光野中学校、松任中学校に進学）

- 蕪城小学校（一部は松任中学校に進学）

- 千代野小学校

## 教育方針

### 教育目標
確かな学力を身につけ、心豊かでたくましい生徒の育成

### 校訓
- 健康　心も身体もたくましく[1]
- 誠実　まじめになかよく[1]
- 進歩　意欲をもって進もう[1]

## 部活動

### 運動部
- サッカー（男子）
- バレーボール（女子）
- バスケットボール（男女）
- 卓球（男女）
- ソフトテニス（男女）
- バドミントン（男女）
- ソフトボール（女子）
- 剣道 （男女）
- 陸上（男女）

### 文化部
- 科学
- 茶道
- 美術
- 吹奏楽
- ボランティア

### かつてあった部活動
- 合唱

### 活動
吹奏楽部では、石川県吹奏楽コンクールで県代表に輝き、北陸大会に出場するなどの優秀な成績をおさめている。美術部では、2021年に同年の干支である丑を題材にした大作の切り絵作品２点を作り、廊下に掲示する活動を行った。

## 周辺
- 白山市立蕪城小学校
- 松任北部墓地公苑
- 松任海浜公園
- 松任海浜温泉
- 徳光海水浴場
- 白山市立御手洗公民館
- 白山市立はなます保育園
- JA松任 北星カントリーエレベーター
- シーサイド松任
- 北陸自動車道 徳光PA

## アクセス
- 北陸自動車道「白山IC」から車で約10分
- JR西日本北陸本線松任駅から徒歩で約38分

## 出身著名人
- 西垣匠（俳優）